# Tyler Toland
Tyler Toland, née le 8 août 2001 à St Johnston (en), est une footballeuse internationale irlandaise évoluant au poste de milieu de terrain.

## Biographie

### En club
Le 9 juillet 2021, Tyler Tolan signe un contrat avec le Celtic Football Club Women entraîné par l'espagnol Fran Alonso.